# Parladé
Parladé es una ganadería brava que fue fundada por don Fernando Parladé Heredia, hijo del II conde de Aguiar, en 1904; y que está inscrita en la Unión de Criadores de Toros de Lidia. Actualmente, la ganadería es propiedad de Juan Pedro Domecq Morenés y recibe la denominación de "Toros de Parladé"; estando afincada afincada en "La Goa" (Granja, Alentejo, Portugal), donde pastan las reses, cerca de la frontera española y el término municipal de Valencia del Mombuey.
La antigüedad de este hierro se remonta al 29 de mayo de 1913, momento en el que lidia por primera vez una corrida de toros completa en la Plaza de toros de Madrid. Aquella tarde, que se celebraba la tradicional Corrida de la Beneficencia y que estoquearon los diestros Bombita,  Machaquito, Vicente Pastor y Fernando Gómez García "El Gallo".

## Historia de la ganadería

### Características zootécnicas
Los toros de la ganadería de Parladé, en la actualidad, proceden de dos cruces de sangre brava: el encaste Gamero-Cívico y el de procedencia Juan Pedro Domecq; ambos, subtipos de lo que se denomina encaste "Parladé". De esta manera, los toros de este hierro se caracterizan por las siguientes peculiaridades zoomórficas:

#### Encaste Gamero-Cívico
Los ejemplares tienen talla media, perfil recto y son elipométricos. Se trata de animales largos, bajos de agujas, hondos, bastos de lámina con mucha papada y badana y de tipo aleonado, con cuartos traseros algo derribados y grupa almendrada. La cabeza presenta encornaduras muy gruesas en la cepa, muy desarrolladas (cornalones), que frecuentemente manifiestan asimetrías (bizcos) y terminan en pitones finos. Con frecuencia son acapachados de cuernos. El cuello tiene una longitud media, el tronco es ancho y las manos cortas y gruesas, con pezuñas grandes. Sus pintas características son negras, coloradas, castañas y tostadas, presentando el listón y el chorreado como accidentales más frecuentes.

#### Encaste Juan Pedro Domecq
Son entre elipométricos y eumétricos, más bien brevilíneos con perfiles rectos o subconvexos. Es el encaste más fino de hechuras de los derivados de «Parladé». Bajos de agujas, finos de piel y de proporciones armónicas. Bien encornados, con desarrollo medio, y astifinos, pudiendo presentar encornaduras en gancho. El cuello es largo y descolgado, el morrillo bien desarrollado y la papada tiene un grado de desarrollo discreto. La línea dorso-lumbar es recta o ligeramente ensillada. La grupa es, con frecuencia, angulosa y poco desarrollada y las extremidades cortas, sobre todo las manos, de radios óseos finos. Sus pintas son negras, coloradas, castañas, tostadas y, ocasionalmente, jaboneras y ensabanadas, estas últimas por influencia de la casta Vazqueña. Entre los accidentales destaca la presencia del listón, chorreado, jirón, salpicado, burraco, gargantillo, ojo de perdiz, bociblanco y albardado, entre otros. En la línea de Osborne son muy peculiares las pintas ensabanadas, con accidentales característicos como el mosqueado, botinero, bocinegro, etc.

### Toros destacados
- Retardío, "negro chorreado en verdugo, pequeño y bien armado", lidiado el 29 de mayor de 1913 en la Plaza de toros de Madrid por Ricardo Torres "Bombita", siendo el primer toro de esta ganadería en pisar este ruedo, y obteniendo con él la antigüedad en esta plaza.[3]
- Ingrato. Indultado en la Plaza de Toros de Nimes, tras ser toreado por José Tomás el 16 de septiembre de 2012.[4]

- Maderero, n.º 22, negro listón, de 565 kg, lidiado el 22 de mayo de 2019 en la Las Ventas por el peruano Andrés Roca Rey, al que le cortó las dos orejas y que le permitió abrir la Puerta Grande de la monumental madrileña.

- Vitoreado, n.º 28, negro mulato de 500 kg lidiado el 3 de agosto de 2021 en Plaza de toros de La Merced por el extremeño Miguel Ángel Perera, que fue premiado con el indulto cortando Perera dos orejas simbólicas.[5]

## Encaste "Parladé"
Parladé, además de hacer referencia al nombre de una ganadería hace alusión también a uno de los encastes propios del toro de lidia, tal y como reconoce el Ministerio de Interior de España. De esta raíz, se derivan actualmente seis subtipos que bebieron originalmente de las reses que pastaban en Sevilla y que eran propiedad de Fernando Parladé. En la actualidad, aunque cada subtipo tiene sus propias características mantienen entre sí ciertos rasgos comunes, lo que permite asociarlas al encaste o prototipo de "Parladé":
1. Encaste Gamero-Cívico
2. Encaste Pedrajas
3. Encaste Conde de la Corte.
4. Encaste Atanasio Fernández
5. Encaste Juan Pedro Domecq
6. Encaste Núñez
7. Encaste Torrestrella.

## Premios
- 2014: Divisa triunfadora a "Toros de Parladé", por parte del Foro de la Juventud Taurina[6]

- 2015: XIII Trofeo del Ilustre Colegio de Veterinarios de Madrid, por la corrida lidiada en la temporada 2014.[7]